# Brigitta Sipőcz
| Entdeckte Asteroiden: 28 (Liste unvollständig) | Entdeckte Asteroiden: 28 (Liste unvollständig) | Entdeckte Asteroiden: 28 (Liste unvollständig) |
| ---------------------------------------------- | ---------------------------------------------- | ---------------------------------------------- |
| Nummer und Name                                | Entdeckungsdatum                               |                                                |
| (84921) Morkoláb                               | 9. November 2003                               |                                                |
| (90370) Jókaimór                               | 7. Juli 2003                                   |                                                |
| (95954) Bayzoltán                              | 23. August 2003                                |                                                |
| (114987) Tittel                                | 26. August 2003                                |                                                |
| (114990) Szeidl                                | 26. August 2003                                |                                                |
| (114991) Balázs                                | 26. August 2003                                |                                                |
| (115058) Tassantal                             | 4. September 2003                              |                                                |
| (115059) Nagykároly                            | 5. September 2003                              |                                                |
| (115254) Fényi                                 | 5. September 2003                              |                                                |
| (115885) Ganz                                  | 6. November 2003                               |                                                |
| (128062) Szrogh                                | 6. Juli 2003                                   |                                                |
| (133161) Ruttkai                               | 24. August 2003                                |                                                |
| (133250) Rubik                                 | 5. September 2003                              |                                                |
| (157020) Fertőszentmiklós                      | 26. August 2003                                |                                                |
| (161349) Mecsek                                | 19. September 2003                             |                                                |
| (163819) Teleki                                | 7. September 2003                              |                                                |
| (191341) Lánczos                               | 24. August 2003                                |                                                |
| (196736) Munkácsy                              | 19. September 2003                             |                                                |
| (228893) Gerevich                              | 6. September 2003                              |                                                |
| (230656) Kovácspál                             | 19. September 2003                             |                                                |
| (235201) Lorantffy                             | 23. September 2003                             |                                                |
| alle zusammen mit Krisztián Sárneczky          |                                                |                                                |

Brigitta Sipőcz (* 1984) ist eine ungarische Astronomin und Asteroidenentdeckerin. Sie arbeitet als Forscherin an der University of Hertfordshire in Großbritannien.
Während ihrer Ausbildung entdeckte sie im Jahre 2003 zusammen mit Krisztián Sárneczky insgesamt 28 Asteroiden.